# Сицилианска вечерня (опера)
 Тази статия е за операта на Джузепе Верди.  За въстанието в Сицилия вижте Сицилианска вечерня.  
„Сицилиански вечерни“ е опера, написана от италианския композитор Джузепе Верди.
Действието се развива в Палермо, Сицилия през 1282 г. по време на въстанието на сицилианския народ срещу френските окупатори. Либретото е написано от Йожен Скриб и Шарл Дюверие. Верди сам поправя всичко, което му се струва неправилно.
Премиерата е на 13 юни 1855 г. в парижката Гранд опера по време на световното изложение и преминава с голям успех. В Италия е пренуден да смени мястото на действието и операта се изпълнява под името „Джована ди Гусман“.
В България премиерата се изнася в София на 24 октомври 1982 г. с диригент Борис Хинчев и режисьор Петър Щърбанов.